# Vierschansentoernooi 2019
Het Vierschansentoernooi 2019 was de 67e editie van het schansspringtoernooi dat traditioneel rond de jaarwisseling wordt georganiseerd. Het toernooi ging van start op 29 december 2018 met de kwalificatie in Oberstdorf en eindigde op 6 januari 2019 met de afsluitende wedstrijd in Bischofshofen. De schansspringer die over de vier wedstrijden de meeste punten verzamelt, is de winnaar van het Vierschansentoernooi. Alle wedstrijden tellen ook mee voor de individuele wereldbeker.
Het toernooi werd gewonnen door de Japanner Ryoyu Kobayashi, die als derde man in de geschiedenis alle wedstrijden wist te winnen.

## Programma
| Datum      | Tijd  | Plaats                 | Schans                              | Schansrecord | Detail       |
| ---------- | ----- | ---------------------- | ----------------------------------- | ------------ | ------------ |
| 29/12/2018 | 16:30 | Oberstdorf             | Schattenbergschanze (HS 137)        | 143,5 m      | Kwalificatie |
| 30/12/2018 | 16:30 | Oberstdorf             | Schattenbergschanze (HS 137)        | 143,5 m      | Wedstrijd    |
| 31/12/2018 | 14:00 | Garmisch-Partenkirchen | Große Olympiaschanze (HS 140)       | 143,5 m      | Kwalificatie |
| 01/01/2019 | 14:00 | Garmisch-Partenkirchen | Große Olympiaschanze (HS 140)       | 143,5 m      | Wedstrijd    |
| 03/01/2019 | 14:00 | Innsbruck              | Bergisel-Schanze (HS 130)           | 136 m        | Kwalificatie |
| 04/01/2019 | 14:00 | Innsbruck              | Bergisel-Schanze (HS 130)           | 136 m        | Wedstrijd    |
| 05/01/2019 | 17:00 | Bischofshofen          | Paul-Ausserleitner-Schanze (HS 140) | 143 m        | Kwalificatie |
| 06/01/2019 | 17:00 | Bischofshofen          | Paul-Ausserleitner-Schanze (HS 140) | 143 m        | Wedstrijd    |

## Resultaten

### Oberstdorf
| Uitslag | Uitslag             | Uitslag | Uitslag           | Uitslag | Uitslag |
| #       | Naam                | Land    | Sprongen          | Punten  |         |
| ------- | ------------------- | ------- | ----------------- | ------- | ------- |
| 1       | Ryoyu Kobayashi     | JPN     | 138,5 m – 126,5 m | 282,3   |         |
| 2       | Markus Eisenbichler | GER     | 133,0 m – 129,0 m | 281,9   |         |
| 3       | Stefan Kraft        | AUT     | 131,0 m – 134,5 m | 280,5   |         |
| 4       | Andreas Stjernen    | NOR     | 132,5 m – 131,0 m | 278,2   |         |
| 5       | Dawid Kubacki       | POL     | 128,5 m – 133,5 m | 269,8   |         |
| 6       | Piotr Żyła          | POL     | 133,0 m – 126,5 m | 268,3   |         |
| 7       | Robert Johansson    | NOR     | 129,0 m – 125,0 m | 268,0   |         |
| 8       | Kamil Stoch         | POL     | 127,0 m – 131,0 m | 267,6   |         |
| 9       | Timi Zajc           | SLO     | 127,0 m – 125,5 m | 266,0   |         |
| 10      | Daniel Huber        | AUT     | 129,0 m – 124,0 m | 265,2   |         |

| Klassement | Klassement          | Klassement | Klassement |
| #          | Naam                | Land       | Punten     |
| ---------- | ------------------- | ---------- | ---------- |
| 1          | Ryoyu Kobayashi     | JPN        | 282,3      |
| 2          | Markus Eisenbichler | GER        | 281,9      |
| 3          | Stefan Kraft        | AUT        | 280,5      |
| 4          | Andreas Stjernen    | NOR        | 278,2      |
| 5          | Dawid Kubacki       | POL        | 269,8      |
| 6          | Piotr Żyła          | POL        | 268,3      |
| 7          | Robert Johansson    | NOR        | 268,0      |
| 8          | Kamil Stoch         | POL        | 267,6      |
| 9          | Timi Zajc           | SLO        | 266,0      |
| 10         | Daniel Huber        | AUT        | 265,2      |

### Garmisch-Partenkirchen
| Uitslag | Uitslag               | Uitslag | Uitslag           | Uitslag | Uitslag |
| #       | Naam                  | Land    | Sprongen          | Punten  |         |
| ------- | --------------------- | ------- | ----------------- | ------- | ------- |
| 1       | Ryoyu Kobayashi       | JPN     | 136,5 m – 133,0 m | 266,6   |         |
| 2       | Markus Eisenbichler   | GER     | 138,0 m – 135,0 m | 264,7   |         |
| 3       | Dawid Kubacki         | POL     | 133,5 m – 133,0 m | 256,2   |         |
| 4       | Roman Koudelka        | CZE     | 133,0 m – 134,5 m | 253,8   |         |
| 5       | Junshiro Kobayashi    | JPN     | 131,0 m – 131,5 m | 249,4   |         |
| 6       | Kamil Stoch           | POL     | 129,0 m – 134,0 m | 249,2   |         |
| 7       | Stephan Leyhe         | GER     | 128,0 m – 135,0 m | 249,0   |         |
| 8       | Timi Zajc             | SLO     | 132,0 m – 132,5 m | 248,7   |         |
| 9       | Halvor Egner Granerud | NOR     | 127,0 m – 132,0 m | 245,4   |         |
| 10      | Andreas Stjernen      | NOR     | 129,5 m – 134,0 m | 245,3   |         |

| Klassement | Klassement          | Klassement | Klassement |
| #          | Naam                | Land       | Punten     |
| ---------- | ------------------- | ---------- | ---------- |
| 1          | Ryoyu Kobayashi     | JPN        | 548,9      |
| 2          | Markus Eisenbichler | GER        | 546,6      |
| 3          | Dawid Kubacki       | POL        | 526,0      |
| 4          | Andreas Stjernen    | NOR        | 523,5      |
| 5          | Roman Koudelka      | CZE        | 518,2      |
| 6          | Kamil Stoch         | POL        | 516,8      |
| 7          | Timi Zajc           | SLO        | 514,7      |
| 8          | Piotr Żyła          | POL        | 509,6      |
| 9          | Stephan Leyhe       | GER        | 509,0      |
| 10         | Daniel Huber        | AUT        | 504,0      |

### Innsbruck
| Uitslag | Uitslag          | Uitslag | Uitslag           | Uitslag | Uitslag |
| #       | Naam             | Land    | Sprongen          | Punten  |         |
| ------- | ---------------- | ------- | ----------------- | ------- | ------- |
| 1       | Ryoyu Kobayashi  | JPN     | 136,5 m – 131,0 m | 267,0   |         |
| 2       | Stefan Kraft     | AUT     | 129,0 m – 130,5 m | 254,2   |         |
| 3       | Andreas Stjernen | NOR     | 131,0 m – 126,0 m | 242,7   |         |
| 4       | Stephan Leyhe    | GER     | 129,0 m – 127,5 m | 239,1   |         |
| 5       | Kamil Stoch      | POL     | 126,5 m – 131,0 m | 234,1   |         |
| 6       | Yukiya Sato      | JPN     | 129,0 m – 123,5 m | 231,4   |         |
| 7       | Killian Peier    | SUI     | 127,0 m – 123,0 m | 230,6   |         |
| 8       | Richard Freitag  | GER     | 128,0 m – 124,0 m | 230,0   |         |
| 9       | Roman Koudelka   | CZE     | 123,0 m – 125,0 m | 228,4   |         |
| 10      | Timi Zajc        | SLO     | 130,0 m – 119,5 m | 226,6   |         |

| Klassement | Klassement          | Klassement | Klassement |
| #          | Naam                | Land       | Punten     |
| ---------- | ------------------- | ---------- | ---------- |
| 1          | Ryoyu Kobayashi     | JPN        | 815,9      |
| 2          | Markus Eisenbichler | GER        | 770,4      |
| 3          | Andreas Stjernen    | NOR        | 766,2      |
| 4          | Kamil Stoch         | POL        | 750,9      |
| 5          | Stephan Leyhe       | GER        | 748,1      |
| 6          | Roman Koudelka      | CZE        | 746,6      |
| 7          | Dawid Kubacki       | POL        | 742,5      |
| 8          | Timi Zajc           | SLO        | 741,3      |
| 9          | Robert Johansson    | NOR        | 729,9      |
| 10         | Daniel Huber        | AUT        | 726,8      |

### Bischofshofen
| Uitslag | Uitslag               | Uitslag | Uitslag           | Uitslag | Uitslag |
| #       | Naam                  | Land    | Sprongen          | Punten  |         |
| ------- | --------------------- | ------- | ----------------- | ------- | ------- |
| 1       | Ryoyu Kobayashi       | JPN     | 135,0 m – 137,5 m | 282,1   |         |
| 2       | Dawid Kubacki         | POL     | 138,0 m – 130,0 m | 268,3   |         |
| 3       | Stefan Kraft          | AUT     | 134,0 m – 131,5 m | 267,5   |         |
| 4       | Stephan Leyhe         | GER     | 126,0 m – 137,0 m | 266,0   |         |
| 5       | Markus Eisenbichler   | GER     | 133,0 m – 131,5 m | 265,5   |         |
| 6       | Roman Koudelka        | CZE     | 133,0 m – 130,5 m | 259,7   |         |
| 7       | Halvor Egner Granerud | NOR     | 128,5 m – 135,0 m | 258,0   |         |
| 8       | Killian Peier         | SUI     | 131,5 m – 127,0 m | 254,6   |         |
| 9       | Robert Johansson      | NOR     | 132,0 m – 126,5 m | 253,3   |         |
| 10      | Karl Geiger           | GER     | 122,0 m – 133,5 m | 249,5   |         |

| Klassement | Klassement          | Klassement | Klassement |
| #          | Naam                | Land       | Punten     |
| ---------- | ------------------- | ---------- | ---------- |
| 1          | Ryoyu Kobayashi     | JPN        | 1098,0     |
| 2          | Markus Eisenbichler | GER        | 1035,9     |
| 3          | Stephan Leyhe       | GER        | 1014,1     |
| 4          | Dawid Kubacki       | POL        | 1010,8     |
| 5          | Roman Koudelka      | CZE        | 1006,3     |
| 6          | Kamil Stoch         | POL        | 994,0      |
| 7          | Andreas Stjernen    | NOR        | 988,0      |
| 8          | Robert Johansson    | NOR        | 983,2      |
| 9          | Daniel Huber        | AUT        | 970,4      |
| 10         | Killian Peier       | SUI        | 959,3      |